# 布萊克霍克 (加利福尼亞州)
布萊克霍克（英語：Blackhawk）是位於美國加利福尼亞州康特拉科斯塔縣的一個人口普查指定地區。

## 地理
布萊克霍克的座標為37°49′15″N 121°54′28″W / 37.82083°N 121.90778°W，而該地最高點為海拔高度304米（即997英尺）。

## 人口
根據2010年美國人口普查的數據，布萊克霍克的面積為15.05平方千米，當中陸地面積為15.03平方千米，而水域面積為0.02平方千米。當地共有人口9354人，而人口密度為每平方千米621人。